# Convención de Prüm
La Convención de Prüm (inexactamente conocido como Acuerdo de Schengen III) es un tratado de aplicación de la ley que fue firmado el 27 de mayo de 2005 por Austria, Bélgica, Francia, Alemania, Luxemburgo, Holanda y España en la ciudad de Prüm en Alemania, y que está abierta a todos los miembros de la Unión Europea, 14 de los cuales son actualmente partes.
El tratado se basó en una iniciativa del entonces ministro alemán Otto Schily de mediados de 2003. Los elementos centrales de la convención fueron recogidos por la Decisión 2008/615/JAI del Consejo de la UE el 23 de junio de 2008 sobre la intensificación de la cooperación transfronteriza, particularmente en la lucha contra el terrorismo y la delincuencia transfronteriza.
El nombre completo del tratado es Convención entre el Reino de Bélgica, la República Federal de Alemania, el Reino de España, la República Francesa, el Gran Ducado de Luxemburgo, el Reino de Holanda y la República de Austria sobre la intensificación de cooperación transfronteriza, en particular en la lucha contra el terrorismo, la delincuencia transfronteriza y la migración ilegal.

## Contenido de la Convención
La Convención fue adoptada para permitir a los signatarios intercambiar datos sobre ADN, huellas dactilares y registro de vehículos de las personas de interés y cooperar contra el terrorismo. También contiene disposiciones para el despliegue de comisarios aéreos armados en vuelos entre estados signatarios, patrullas policiales conjuntas, entrada de fuerzas policiales (armadas) en el territorio de otro estado para la prevención del peligro inmediato (persecución en caliente) y cooperación en caso de eventos masivos o desastres. Además, un oficial de policía responsable de una operación en un estado puede, en principio, decidir en qué medida las fuerzas policiales de los otros estados que participaban en la operación podrían utilizar sus armas o ejercer otras facultades.

## Relación con la Unión Europea
La Convención fue adoptada fuera del marco de la Unión Europea (y su mecanismo de cooperación reforzada), pero afirma que está abierta a la adhesión de cualquier estado miembro de la Unión Europea y que:

las disposiciones de la presente Convención solo se aplicarán en la medida en que sean compatibles con el derecho de la Unión Europea... [el derecho de la UE] debe tener prioridad en la aplicación de las disposiciones pertinentes de la presente Convención
Convención sobre la intensificación de la cooperación transfronteriza, en particular en la lucha contra el terrorismo, la delincuencia transfronteriza y la migración ilegal, Artículo 47

Además, el texto de la Convención y sus anexos se distribuyeron el 7 de julio de 2005 entre las delegaciones ante el Consejo de la Unión Europea.
Algunas de las disposiciones de la Convención, incluidas en el antiguo tercer pilar de la UE, fueron subsumidas más tarde en las disposiciones de cooperación policial y judicial del Derecho de la Unión Europea mediante una Decisión del Consejo de 2008, comúnmente conocida como la Decisión de Prüm. Prevé la cooperación policial en asuntos penales principalmente relacionados con el intercambio de datos de huellas dactilares, ADN (ambos sobre una base de éxito sin impacto) y registro de propietarios de vehículos (acceso directo a través del sistema EUCARIS). Las disposiciones sobre intercambio de datos se aplicarán en 2012. Las restantes disposiciones del Convenio que pertenecen al antiguo tercer pilar aún no se han incorporado a la legislación de la UE.

## Partes de la convención
Los estados que han ratificado la convención son:
| Contratante | Fecha de la firma  | Fecha de depósito de instrumento de ratificación o adhesión | Entrada en vigor        |
| ----------- | ------------------ | ----------------------------------------------------------- | ----------------------- |
| Alemania    | 27 de mayo de 2005 | 25 de agosto de 2006                                        | 23 de noviembre de 2006 |
| Austria     | 27 de mayo de 2005 | 21 de junio de 2006                                         | 1 de noviembre de 2006  |
| Bélgica     | 27 de mayo de 2005 | 5 de febrero de 2007                                        | 6 de mayo de 2007       |
| Bulgaria    | -                  | 25 de mayo de 2009                                          | 23 de agosto de 2009    |
| Eslovenia   | -                  | 10 de mayo de 2007                                          | 8 de agosto de 2007     |
| Eslovaquia  | -                  | 27 de febrero de 2009                                       | 28 de mayo de 2009      |
| España      | 27 de mayo de 2005 | 3 de agosto de 2006                                         | 1 de noviembre de 2006  |
| Estonia     | -                  | 23 de septiembre de 2008                                    | 22 de diciembre de 2008 |
| Finlandia   | -                  | 19 de marzo de 2007                                         | 17 de junio de 2007     |
| Francia     | 27 de mayo de 2005 | 2 de octubre de 2007                                        | 31 de diciembre de 2007 |
| Holanda     | 27 de mayo de 2005 | 20 de febrero de 2008                                       | 20 de mayo de 2008      |
| Hungría     | -                  | 16 de octubre de 2007                                       | 14 de enero de 2008     |
| Luxemburgo  | 27 de mayo de 2005 | 8 de febrero de 2007                                        | 9 de mayo de 2007       |
| Rumania     | -                  | 3 de diciembre de 2008                                      | 3 de marzo de 2009      |

El Senado Holandés ratificó el tratado sin votación.
Grecia, Italia, Portugal y Suecia, han notificado al Consejo de la Unión Europea su deseo de adherirse a la Convención.
Si bien las Decisiones eran originalmente aplicables a todos los Estados miembros de la UE, el Reino Unido posteriormente ejerció su derecho a optar por no participar en ellas a partir del 1 de diciembre de 2014. Sin embargo, el Reino Unido se comprometió a evaluar su participación futura y tomar una decisión antes del 31 de diciembre de 2015 sobre si volver a unirse a las Decisiones. El 22 de enero de 2016, el Reino Unido notificó a la UE su deseo de volver a participar en las Decisiones de Prüm, que fue aprobada por la Comisión el 20 de mayo de 2016.
Noruega e Islandia firmaron un tratado con la UE en 2009 para aplicar determinadas disposiciones de las Decisiones. Noruega ratificó el acuerdo y entrará en vigor a partir del 1 de diciembre de 2020, mientras que Islandia no lo ha ratificado a partir de octubre de 2020. Dinamarca, Irlanda y el Reino Unido pueden optar por no participar en la Decisión del Consejo por la que se aprueba el acuerdo con Noruega e Islandia. Aunque Irlanda y el Reino Unido decidieron participar, el acuerdo no se aplica a Dinamarca. El Consejo de la Unión Europea autorizó el inicio de negociaciones con Suiza y Liechtenstein sobre su participación en el régimen de Prüm en junio de 2016. La Comisión Europea presentó propuestas para celebrar acuerdos con cada estado en enero de 2019. Irlanda y el Reino Unido volvieron a optar por participar en el acuerdo. Los acuerdos se firmaron el 27 de junio de 2019. El 23 de junio de 2016, el Reino Unido votó a favor de abandonar la UE. Una vez concluidas las negociaciones de retirada, el Reino Unido abandonó la UE el 31 de enero de 2020.